# Beloyarsky (huyện của Sverdlovsk)
Huyện Beloyarsky (tiếng Nga: ? райо́н) là một huyện hành chính tự quản (raion), của Tỉnh Sverdlovsk, Nga. Huyện có diện tích 1591 km². Trung tâm của huyện đóng ở Beloyarsky.